# Binnensalzstelle Greifswald, An der Bleiche
Binnensalzstelle Greifswald, An der Bleiche este o arie protejată (arie specială de conservare — SAC, sit de importanță comunitară — SCI) din Germania întinsă pe o suprafață de 10 ha, integral pe uscat.

## Localizare
Centrul sitului Binnensalzstelle Greifswald, An der Bleiche este situat la coordonatele 54°06′03″N 13°22′16″E / 54.1008°N 13.3711°E.

## Înființare
Situl Binnensalzstelle Greifswald, An der Bleiche a fost declarat sit de importanță comunitară în decembrie 1999 pentru a proteja un număr necunoscut de specii din flora spontană și fauna sălbatică aflate în arealul zonei. Situl a fost protejat și ca arie specială de conservare în august 2016.

## Biodiversitate
Situată în ecoregiunea continentală, aria protejată conține 1 habitat natural: Pășuni continentale udate de apa mării.
La baza desemnării sitului se află un număr nedeclarat de specii protejate: